# 湯江站
湯江站（日语：／ Yue eki */?）是位於長崎縣諫早市高來町三部壹286番，九州旅客鐵道（JR九州）的長崎本線車站。來自長崎方向的部分普通列車會在此站折返。在鳥栖方向中，上行和下行各只有9班列車（當中2班只會前往小長井站，其餘上下行各7班會進入佐賀縣）。當中，此站日間設有5小時以上沒有班次行走。
此站是前高來町的代表車站。

## 車站構造

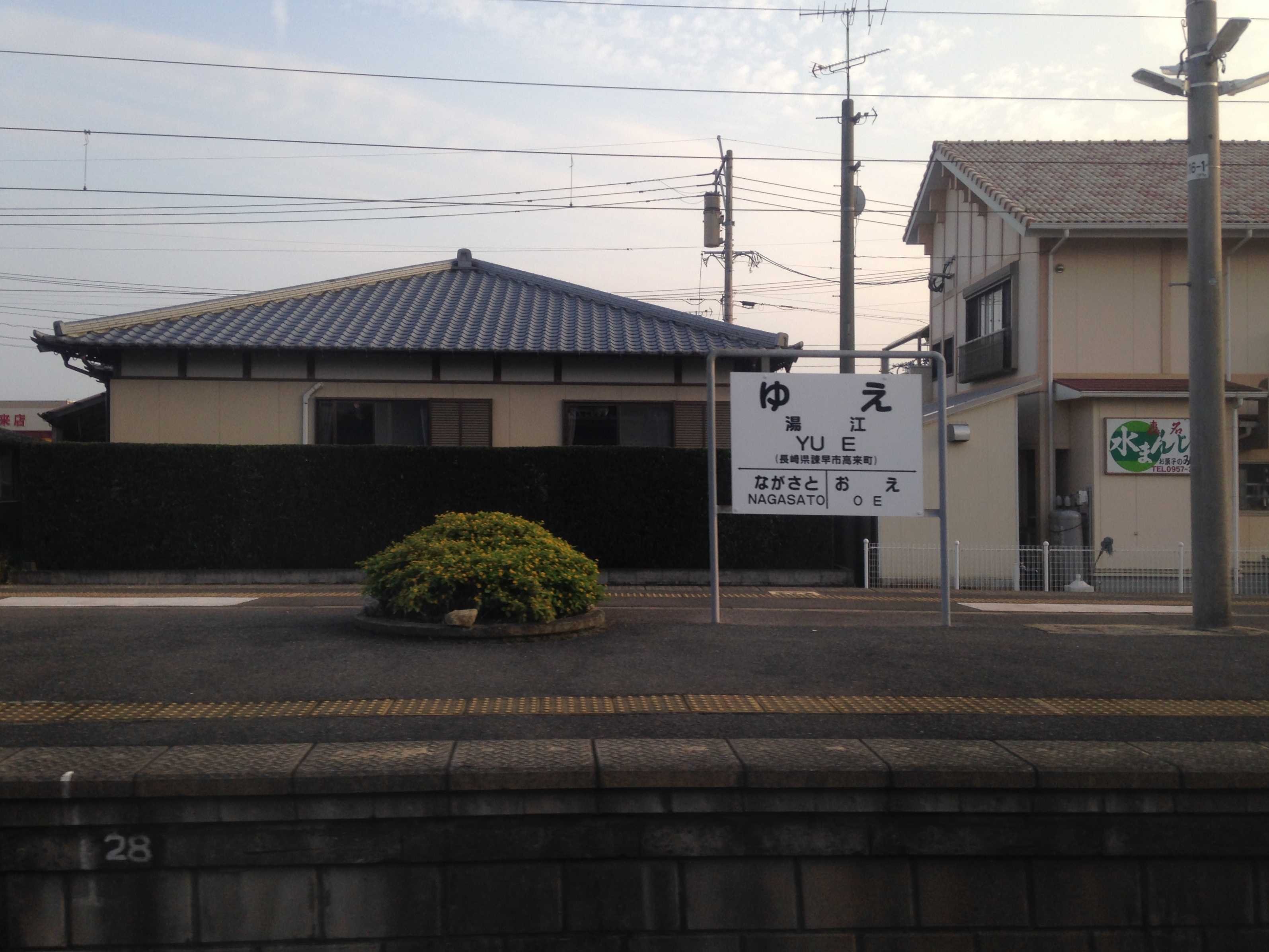
月台

車站是一座地面車站，設有1面1線的單式月台和1面2線的島式月台，共有2面3線的月台。各月台之間設有跨線橋連接。此站沒有一線通過結構。
站房位於車站北邊。從前此站事務室部分設有大和運輸營業所，當時可在該處購買車票（現時已經遷移至附近）。此站是無人車站，設有自動售票機。
曾經為特急「海鷗」等優等列車停車站，後來取消停站。西九州新幹線開業後，除了不再有特急列車通過外，普通列車班次也被大幅削去，使車站不復以往熱鬧。

### 月台
| 月台 | 路線      | 上下行 | 方向                     | 備註                    |
| ---- | --------- | ------ | ------------------------ | ----------------------- |
| 1    | ■長崎本線 | 上行   | 小長井、肥前濱、江北方向 | 部分列車使用3號月台出發 |
| 2、3 | ■長崎本線 | 下行   | 諫早、長崎方向           |                         |

## 歷史
- 1934年：

- 3月24日：鐵道省有明西線 諫早站至此站開通，此站啟用，當時此站名為'湯江站。由於島原鐵道已有同名車站，因此把島原鐵道的車站改名為島鐵湯江站。
- 12月1日：多良站至此站之間開通。有明東線和有明西線編入至長崎本線。

- 1987年4月1日：隨國鐵分割民營化，車站由九州旅客鐵道（JR九州）營運[2]。
- 1992年7月15日：此日起，所有特急「海鷗」均不再在此停車。
- 2007年7月1日：臨時特急「海鷗70周年紀念號」的上行列車停此站。

## 使用狀況
在2016年度的1日平均乘車人次為236人。2017年起，因本站使用人數未達至全九州首300位，但由於仍超過100人，因為仍記錄於JR九州的每年排名內（以附表的形成處理）。
| 乘車人次變化 | 乘車人次變化     |
| 年度         | 1日平均人次      |
| ------------ | ---------------- |
| 2000         | 331              |
| 2001         | 314              |
| 2002         | 304              |
| 2003         | 296              |
| 2004         | 309              |
| 2005         | 306              |
| 2006         | 288              |
| 2007         | 292              |
| 2008         | 302              |
| 2009         | 295              |
| 2010         | 293              |
| 2011         | 298              |
| 2012         | 276              |
| 2013         | 258              |
| 2014         | 253              |
| 2015         | 258              |
| 2016         | 236              |
| 2017         | 少於314，多於100 |
| 2018         | 少於308，多於100 |
| 2019         | 少於303，多於100 |
| 2020         | 少於249，多於100 |
| 2021         | 少於246，多於100 |
| 2022         | 少於267，多於100 |
| 2023         | 少於282，多於100 |

## 相鄰車站
九州旅客鐵道（JR九州）
■長崎本線
長里－湯江－小江

## 外部連結
- JR九州湯江站（日語）